# Venom Games
Venom Games était une entreprise britannique de développement de jeux vidéo basée à Newcastle upon Tyne.

## Historique
Venom Games est fondé en janvier 2003 à Newcastle upon Tyne après la disparition de Rage Software par les membres de l'équipe de développement responsable du jeu Rocky. Take-Two acquiert le studio en septembre 2004 pour 1,295 million de dollars. L'entreprise ferme en juillet 2008.

## Jeux développés
- Rocky Legends (2004) (PlayStation 2, Xbox)
- Prey (2006) (portage Xbox 360)
- Don King Presents: Prizefighter (2008) (Xbox 360)